# 貓盂社
貓盂社是臺灣道卡斯族蓬山八社之一，位於今苗栗縣苑裡鎮中正、客庄、苑坑、水波等里，在桃園縣龍潭鄉境內有屯地。在大甲西社事件後，貓盂社被遷居到今通霄鎮福興里改稱「興隆社」，後改稱「興隆莊」，不過由嘉慶年間仍用「貓盂社邊」來作為苑裡社土地所在位置的指標，故亦有推測僅有部分族人移居。
而根據日治初期《熟蕃戶口及沿革調查綴》記載，貓盂社在清朝人數約1萬人，在蓬山八社中是人口相當多的大社。